# Брадли Гарденс (Њу Џерзи)
Брадли Гарденс (енгл. Bradley Gardens) насељено је место без административног статуса у америчкој савезној држави Њу Џерзи.

## Демографија
По попису из 2010. године број становника је 14.206.
| Група             | 2000.    | 2010.         |
| Белци             | 0 (0,0%) | 8.516 (59,9%) |
| Афроамериканци    | 0 (0,0%) | 290 (2,0%)    |
| Азијати           | 0 (0,0%) | 4.473 (31,5%) |
| Хиспаноамериканци | 0 (0,0%) | 713 (5,0%)    |
| Укупно            | 0        | 14.206        |